# Habacuc et l'Ange
Habacuc et l'Ange est une sculpture de Gian Lorenzo Bernini, dit Le Bernin, réalisée entre 1655 et 1661. Disposée dans une niche de la chapelle Chigi en la basilique de Santa Maria del Popolo à Rome, la sculpture représente le prophète Habacuc avec un ange de Dieu. Elle fait partie d'une composition plus large, avec la sculpture Daniel et le Lion. 

## Histoire
Gian Lorenzo Bernini commence à travailler dans la chapelle en 1652 pour le compte de Fabio Chigi, alors cardinal-prêtre de la basilique, qui sera en 1655 élu pape, avec comme nom Alexandre VII. Cette élection donne un nouvel élan à la reconstruction de la chapelle funéraire. À l'époque, les deux niches situées aux côtés du maître-autel demeuraient vides, tandis que les deux autres, situées à gauche et à droite de l'entrée principale disposaient des statues réalisées par Lorenzetto, sculptées d'après les dessins de Raphaël, « Jonas et la Baleine » et « Élie ». 
Un dessin retrouvé dans l'atelier du Bernini prouve que l'architecte avait d'abord prévu de déplacer les deux statues raphaëlesques dans les niches vides près de l'autel, mais change finalement d'avis. Il crée alors deux nouvelles statues représentant le prophète Daniel et Habacuc. 
La statue d'Habacuc est placée dans la niche à droite de l'autel principal. La sculpture y est installée en novembre 1661, Le Bernin la travaillait depuis 1656.